# Bahnhof Augsburg-Hochzoll
Der Bahnhof Augsburg-Hochzoll ist nach dem gleichnamigen Stadtteil Hochzoll, östlich der Augsburger Innenstadt gelegen. Direkt vor dem Empfangsgebäude des Keilbahnhofs trennen sich die vom Hauptbahnhof kommenden Gleise in die Bahnstrecke München–Augsburg und die Paartalbahn.

## Aufbau

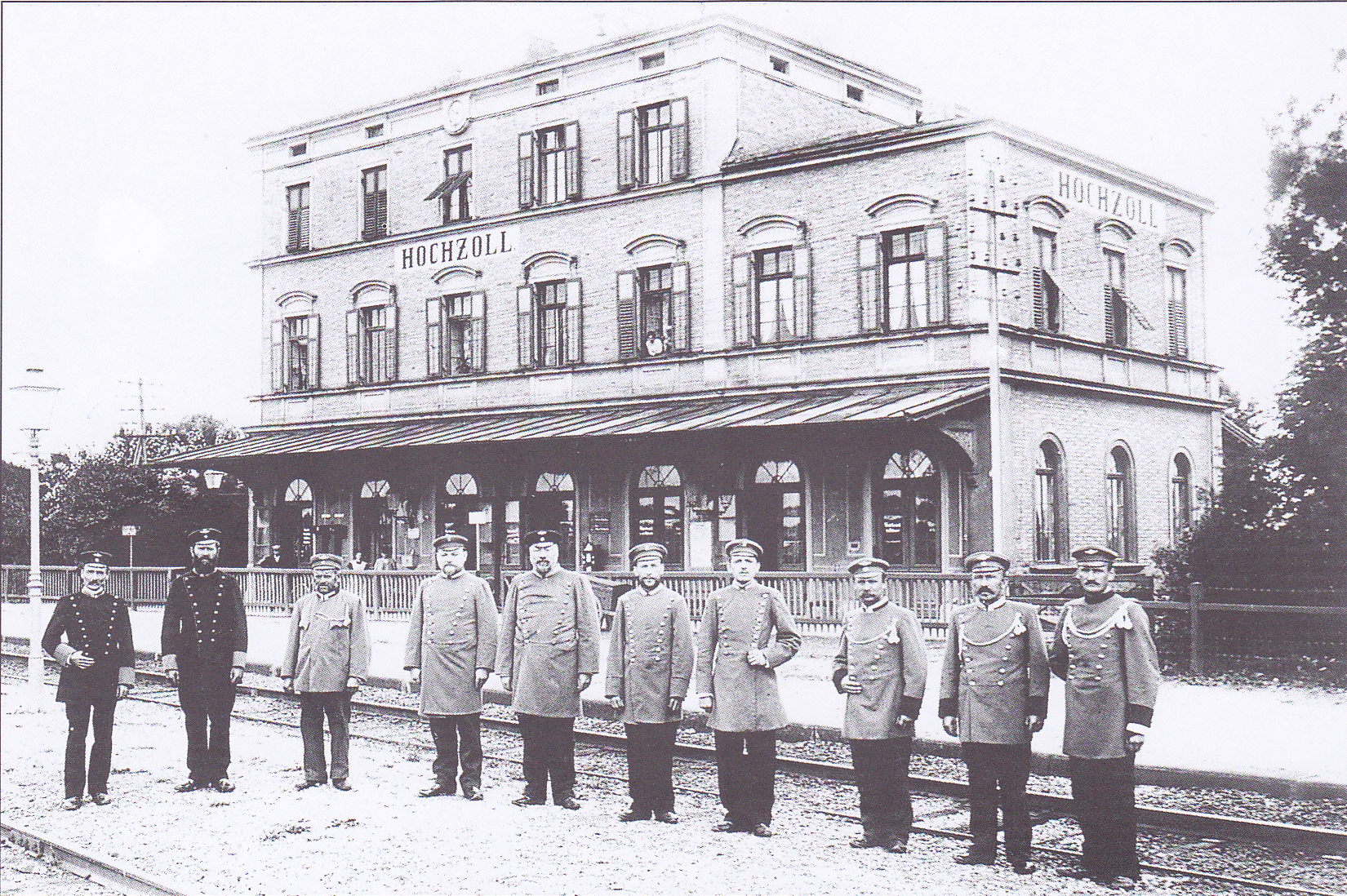
Empfangsgebäude von der Südseite um 1900

Die Strecken nach Ingolstadt zweigt bereits westlich des Empfangsgebäudes von der Strecke nach München ab. Das Empfangsgebäude befindet sich daher zwischen der Gleisen der beiden Strecken. Die Gleise 5 und 6 befinden sich an der Paartalbahn mit jeweils eigenem Bahnsteig, die Gleise 3 und 4 dagegen liegen an der Bahnstrecke München–Augsburg und haben hier einen gemeinsamen Bahnsteig. Die ebenfalls an der Bahnstrecke München–Augsburg gelegenen Gleise 1 und 2 sind als Durchfahrtsgleise für den Fern- und Güterverkehr vorgesehen.
Zwischen den Gleisen 1 und 5 befindet sich das Bahnhofsgebäude, in dem sich früher ein werktags geöffneter Fahrkartenschalter sowie weitere Automaten befanden. Mittlerweile wird das Gebäude anderweitig genutzt und die Automaten befinden sich auf den Bahnsteigen.
An der Hochzoller Straße, welche die beiden Gleiskörper östlich des Bahnhofsgebäudes unterführt, liegt die gleichnamige Bushaltestelle für den Stadtbusverkehr der Linie 29.
Die zulässigen Geschwindigkeiten im Bahnhof liegen zwischen 60 km/h (Ausfahrt vom nördlichen Gleis der Paartalbahn Richtung Augsburg Hauptbahnhof) und 150 km/h (durchgehende Hauptgleise des Fernverkehrs von/nach München). Züge vom Hauptbahnhof zur Paartalbahn Richtung Ingolstadt dürfen im Bahnhof 80 km/h fahren und kreuzen dabei das Ferngleis Richtung Hauptbahnhof.

## Verkehrsangebot
Der Bahnhof wird von allen Regionalbahn- und Regionalexpress-Linien bedient, die Augsburg in östlicher Richtung verlassen und dann über Aichach nach Ingolstadt oder über Mering nach München verlaufen. Im Fernverkehr wird Augsburg-Hochzoll nicht bedient.
Augsburg-Hochzoll liegt im Tarifgebiet des Augsburger Verkehrsverbundes (AVV).
| Linie       | Strecke | Strecke | Frequenz                                                                             | Betreiber            |
| ----------- | --- | --- | ------------------------------------------------------------------------------------ | -------------------- |
| RE 9        | München – Mering – Augsburg-Hochzoll – Augsburg Hbf – Neusäß – Gessertshausen – Dinkelscherben – Günzburg – Ulm | München – Mering – Augsburg-Hochzoll – Augsburg Hbf – Neusäß – Gessertshausen – Dinkelscherben – Günzburg – Ulm | Zweistundentakt                                                                      | Arverio Bayern       |
| RE 80 RE 89 | München – Mering – Augsburg-Hochzoll – Augsburg Hbf – Donauwörth –                                              | Treuchtlingen – Ansbach – Würzburg                                                                              | Zweistundentakt                                                                      | Arverio Bayern       |
| RE 80 RE 89 | München – Mering – Augsburg-Hochzoll – Augsburg Hbf – Donauwörth –                                              | Nördlingen – Aalen                                                                                              | Zweistundentakt                                                                      | Arverio Bayern       |
| RB 86 RB 87 | München – Mering – Augsburg-Hochzoll – Augsburg Hbf –                                                           | Neusäß – Gessertshausen – Dinkelscherben                                                                        | Stundentakt                                                                          | Arverio Bayern       |
| RB 86 RB 87 | München – Mering – Augsburg-Hochzoll – Augsburg Hbf –                                                           | Gersthofen – Meitingen – Mertingen – Donauwörth                                                                 | Stundentakt                                                                          | Arverio Bayern       |
| RB 67       | Augsburg-Oberhausen – Augsburg Hbf – Augsburg-Hochzoll – Mering – Geltendorf – Weilheim – Schongau              | Augsburg-Oberhausen – Augsburg Hbf – Augsburg-Hochzoll – Mering – Geltendorf – Weilheim – Schongau              | Stundentakt                                                                          | Bayerische Regiobahn |
| RB 67       | (Augsburg-Oberhausen –) Augsburg Hbf – Augsburg-Hochzoll – Mering (– Geltendorf)                                | (Augsburg-Oberhausen –) Augsburg Hbf – Augsburg-Hochzoll – Mering (– Geltendorf)                                | Stundentakt in der Hauptverkehrszeit                                                 | Bayerische Regiobahn |
| RB13        | Augsburg Hbf – Augsburg-Hochzoll – Friedberg (b Augsburg) – Aichach – Ingolstadt                                | Augsburg Hbf – Augsburg-Hochzoll – Friedberg (b Augsburg) – Aichach – Ingolstadt                                | 15-Minutentakt bis Friedberg, 30-Minutentakt bis Aichach, Stundentakt bis Ingolstadt | Bayerische Regiobahn |

Zwischen den Gleisen 1 und 5 liegt eine Bushaltestelle der hier nur werktags verkehrenden städtischen Buslinie 29 (in der Hauptverkehrszeit alle 10 Minuten). Die Haltestelle wird auch für Schienenersatzverkehr genutzt. Über die Hochzoller Straße kann die ca. 250 Meter nördlich des Bahnhofs an der Friedberger Straße liegende Bus- und Straßenbahnhaltestelle Hochzoll Mitte erreicht werden, an der zusätzlich zur Stadtbuslinie 29 die Straßenbahnlinie 6 hält.

## Umbauten
Der Bahnhof wurde 2000 bis 2008 grundlegend umgebaut, da er sich auf der Bahnstrecke München–Augsburg befindet, die im Zuge der Magistrale für Europa als Schnellfahrstrecke Augsburg–München ausgebaut wird.
Die höhengleichen Bahnsteige der Paartalbahn befanden sich früher auf Höhe des Bahnhofsgebäudes und wurden 2002 durch zwei Hochbahnsteige auf der Brücke über die Hochzoller Straße ersetzt.
Für eine im Zuge des Ausbaus der Strecke München–Augsburg vorgeschlagene niveaufreie Anbindung der Paartalbahn an die Regionalverkehrsgleise sah die Bayerische Staatsregierung 1996 keinen Bedarf. Für ein Kreuzungsbauwerk stünden einem relativ geringen Nutzen hohe Kosten gegenüber.
Der Gleiskörper und die beiden Bahnsteige in Richtung Mering–München/Weilheim wurden von 2000 bis 2007 durch zwei Durchfahrtsgleise für den Fernverkehr und zwei weitere Gleise mit einem Inselbahnsteig für den Regionalverkehr ersetzt. Seit dem 16. September 2007 ist der neue Inselbahnsteig für die Gleise 3 und 4 in Betrieb.
Von November 2007 bis April 2008 wurde im Bereich des früheren Standorts des Kiosks eine Bike&Ride-Anlage mit 256 überdachten Fahrradabstellplätzen errichtet, um die Gegebenheiten bezüglich der Abstellmöglichkeiten von Fahrrädern zu verbessern. Die provisorischen Fahrradständer, welche sich unter Einengung des Verkehrs auf der Hochzoller Straße unter den beiden Brückenbauwerken befanden, wurden demontiert.
Einen weiteren Zuwachs seiner Bedeutung verdankt der Bahnhof dem S-Bahn-ähnlichen Regio-Schienen-Takt Augsburg. Als Pendlerbahnhof in die Innenstadt wird er vor allem durch seine zahlreichen Anschlüsse an den Regionalbusverkehr eine wachsende Bedeutung als Umsteigebahnhof erhalten: Die Bayerische Regiobahn nutzt mit ihren Zügen nach und aus Friedberg (b Augsburg)/Aichach/Ingolstadt ganztägig alle 15 Minuten den Bahnhof. In und aus Richtung Mering hält die Bayerische Regiobahn in der Hauptverkehrszeit im Wechsel mit der DB Regio ebenfalls alle 15 Minuten, so dass in und aus Richtung Innenstadt ein 7,5-Minuten-Takt besteht.
Im Norden der Gleisanlagen zur Schwangauer Straße hin wurde ein Park&Ride-Platz mit 220 Stellplätzen errichtet, der gebührenfrei genutzt werden kann.